# Замушани
Замушани (словен. Zamušani) — поселення в общині Горишниця, Подравський регіон‎, Словенія.